# Badnavirus tessellocitri
Espèce
Synonymes
Selon ISC (CABI) :
- Citrus mosaic badnavirus
- Citrus yellow mosaic badnavirus
- Citrus yellow mosaic virus
- Citrus mosaic virus

Badnavirus tessellocitri (CiYMV, virus de la mosaïque jaune des agrumes) est une espèce de virus du genre Badnavirus (famille des Caulimoviridae) présent en Inde et au Pakistan. Ce sont des virus à ADN, dont le génome monopartite est constitué d'ADN circulaire à double brin. Du type pararétrovirus, ces virus utilisent la transcriptase inverse pour répliquer leur génome. Ces virus, classés dans le groupe VII de la classification Baltimore, sont des phytovirus, qui infectent des plantes du genre Citrus (agrumes), chez lesquelles ils provoquent une maladie appelée « mosaïque jaune des agrumes » ou plus simplement « mosaïque des agrumes ».

## Dénomination
Citrus yellow mosaic virus est le nom usuel. Son code EPPO est CMBV00. On doit sa remière description à Murthi et Reddy (1975) puis en détail par Ahlawat et al. (1996).
Le nom Citrus yellow mosaic virus a été retenu pour éviter la confusion créée par l'emploi dans le rapport ITCV8 d'un même nom, « Citrus mosaic virus », pour désigner deux virus non apparentés créant des symptômes de mosaïque chez les agrumes, d'une part l'espèce objet du présent article, du genre Badnavirus, et d'autre part un isolat du Satsuma dwarf virus, du genre Sadwavirus .

## Occurrence
Il est présent en Inde et au Pakistan. La carte des densité CABI (2021) laisse supposer sa présence au moins au Bangladesh et au Myanmar.
Depuis l'Andhra Pradesh le CiYMV - une principales causes du déclin des oranges douces - a gagné l'Asie du Sud-est. L'agent pathogène affecte la vigueur de l'arbre, son rendement et la qualité du fruit, il conduit à sa mort. Sur Citrus le principal symptôme du CiYMV est un motif en mosaïque de taches jaunes ou vert clair irrégulières sur la feuille. Il affecte également sous diverses formes  C. jambhiri, C. grandis, C. aurantifolia, C. aurantium, C. paradisi, C. medica.
CiYMV est proche du virus F de la mûre (Badnavirus phirubi) et des badnavirus infectant les cacaoyers. L'homologie de séquence nucléotidique avec le virus bacilliforme Taro (Badnavirus alphacolocalasiae) est de 73% et de 99% avec le, isolat du virus bacilliforme Aglaonema du Minnesota (Badnavirus aglaonemae).

## Phylogénie
Artemis Rumbou  et al. (2018) ont donné une phylogénie des badnavirus à partir des séquences d'acides aminés des protéines codées par l'ORF3 : HBV: Hibiscus bacilliform virus est le plus proche de CiYMV.  Emmanuelle Muller et al. (2021) ont rapproché le CiYMV avec les différents eTcBV ( endogenous T. cacao bacilliform virus) et l'ont situé dans le groupe des CSSV (Virus du gonflement des pousses du cacaoyer).
En 2024, Avinash CH et al. ont établis une phylogénie de 12 CiYMV isolés chez des agrumes indiens, puis réalisé une analyse phylogénétique de l'isolat CRS du virus de la mosaïque jaune des agrumes en  comparaison avec les autres badnavirus. La plus grande proximité est avec le Taro basiliform virus et le Agalonema bacilliform virus isolate minneosta.